# Qualificazioni al campionato europeo di football americano 2018
Questa voce raccoglie un approfondimento sui risultati degli incontri e sulle classifiche per l'accesso alla fase finale del Campionato europeo di football americano 2018.

## Prima fase
Questa fase è stata chiamata "B Group Qualifiers", in quanto la successiva avrebbe dovuto essere l'Europeo B. La IFAF Europe ha successivamente ridenominato il turno successivo come "2016 Qualifying tournaments" e l'Europeo A 2018 come "Campionato Europeo 2018".

### Squadre partecipanti
Hanno partecipato alle partite di qualificazione preliminari 12 squadre così determinate:
- le squadre classificate dal 4º al 6º posto dell'Europeo B 2013
- le squadre classificate dal 2º al 4º posto dell'Europeo C 2012
- altre 6 squadre, due delle quali (Norvegia e Belgio) con precedenti esperienze alle qualificazioni europee e le rimanenti quattro debuttanti assolute in competizioni ufficiali.

| Pr. | Squadra     | Data di iscrizione | Partecipante in quanto                                     | Ultima partecipazione ad un campionato europeo |
| --- | ----------- | ------------------ | ---------------------------------------------------------- | ---------------------------------------------- |
| 1   | Rep. Ceca   |                    | Quarta al Campionato europeo B di football americano 2013  | Italia 2013                                    |
| 2   | Serbia      |                    | Quinta al Campionato europeo B di football americano 2013  | Italia 2013                                    |
| 3   | Spagna      |                    | Sesta al Campionato europeo B di football americano 2013   | Italia 2013                                    |
| 4   | Svizzera    |                    | Seconda al Campionato europeo C di football americano 2012 | Svizzera-Austria 2012                          |
| 5   | Paesi Bassi |                    | Terza al Campionato europeo C di football americano 2012   | Svizzera-Austria 2012                          |
| 6   | Russia      |                    | Quarta al Campionato europeo C di football americano 2012  | Svizzera-Austria 2012                          |
| 7   | Norvegia    |                    |                                                            | Austria 2007                                   |
| 8   | Belgio      |                    |                                                            |                                                |
| 9   | Slovacchia  |                    |                                                            |                                                |
| 10  | Israele     |                    |                                                            |                                                |
| 11  | Ungheria    |                    |                                                            |                                                |
| 12  | Polonia     |                    |                                                            |                                                |

### Risultati
| Alcorcón 30 agosto 2015, ore 12:00 CEST | Spagna     | 20 – 28 (0-7 7-6 6-7 7-8) | Israele | Stadio Santo Domingo |
| ? Q2 ( TD ) fumble rec. in endzone ? Q2 ( pat ) Donat Q3 ( TD ) 2yd run Cernuda Q4 ( TD ) lateral from Alvarez ? Q4 ( pat ) Marcatori Simmons Q1 ( TD ) 22yd pass from Kaufman ? Q1 ( pat ) Schultz Q2 ( TD ) 65yd pass from Eastman Eastman Q3 ( TD ) 85yd kickoff return ? Q3 ( pat ) Eastman Q4 ( TD ) interception return ? Q4 ( tpc ) Marcos Guirles Allenatori Yonah Mishaan |            | |         |                      |
| |            | |         |                      |
| ? Q2 (TD) fumble rec. in endzone ? Q2 (pat) Donat Q3 (TD) 2yd run Cernuda Q4 (TD) lateral from Alvarez ? Q4 (pat) | Marcatori  | Simmons Q1 (TD) 22yd pass from Kaufman ? Q1 (pat) Schultz Q2 (TD) 65yd pass from Eastman Q3 (TD) 85yd kickoff return ? Q3 (pat) Eastman Q4 (TD) interception return ? Q4 (tpc) |         |                      |
| Marcos Guirles | Allenatori | Yonah Mishaan |         |                      |

| Basilea 26 settembre 2015, ore 18:00 CEST | Svizzera   | 21 – 0 (7-0 7-0 7-0 0-0) | Slovacchia | Stadion Rankhof |
| Sunderhaf Q1 ( TD ) pass from Niklaus ? Q1 ( pat ) Stein Q2 ( TD ) run ? Q2 ( pat ) Cottier Q3 ( TD ) 83yd blocked fg return ? Q3 ( pat ) Marcatori Chris Winter Allenatori Greg Anderson |            |                          |            |                 |
| |            |                          |            |                 |
| Sunderhaf Q1 (TD) pass from Niklaus ? Q1 (pat) Stein Q2 (TD) run ? Q2 (pat) Cottier Q3 (TD) 83yd blocked fg return ? Q3 (pat)                                                             | Marcatori  |                          |            |                 |
| Chris Winter | Allenatori | Greg Anderson            |            |                 |

| Puškin 10 ottobre 2015, ore 13:00 UTC+4 | Russia     | 20 – 0 (0-0 10-0 7-0 3-0) | Norvegia | Tsarskoje Selo Stadion |
| Lochakov Q2 ( FG ) Chernolutsky Q2 ( TD ) 2yd run Lochakov Q2 ( pat ) Bagautdinov Q3 ( TD ) run Lochakov Q3 ( pat ) } Lochakov Q4 ( FG ) } Marcatori Vasily Dobryakov Allenatori Jørgen Benestad-Johansen |            |                           |          |                        |
| |            |                           |          |                        |
| Lochakov Q2 (FG) Chernolutsky Q2 (TD) 2yd run Lochakov Q2 (pat) Bagautdinov Q3 (TD) run Lochakov Q3 (pat) } Lochakov Q4 (FG) }                                                                            | Marcatori  |                           |          |                        |
| Vasily Dobryakov | Allenatori | Jørgen Benestad-Johansen  |          |                        |

| Voždovac 10 ottobre 2015, ore 14:00 CEST | Serbia     | 56 – 0 (14-0 21-0 14-0 7-0) referto | Ungheria | Stadio Voždovac |
| Simović Q1 ( TD ) 26yd pass from Hanomihl-Lukić Klasan Q1 ( pat ) Cvetković Q1 ( TD ) 90yd interception return Klasan Q1 ( pat ) Stepović Q2 ( TD ) 40yd pass from Hanomihl-Lukić Klasan Q2 ( pat ) Bates Q2 ( TD ) 18yd interception return Klasan Q2 ( pat ) Borković Q3 ( TD ) 7yd pass from Stepović Klasan Q3 ( pat ) Slavković Q3 ( TD ) 1yd run Klasan Q3 ( pat ) Stankić Q3 ( TD ) 45yd run Klasan Q3 ( pat ) Lišanin Q4 ( TD ) 25yd fumble return Klasan Q4 ( pat ) Marcatori Doug Adkins Allenatori Lee Hlavka |            |                                     |          |                 |
| |            |                                     |          |                 |
| Simović Q1 (TD) 26yd pass from Hanomihl-Lukić Klasan Q1 (pat) Cvetković Q1 (TD) 90yd interception return Klasan Q1 (pat) Stepović Q2 (TD) 40yd pass from Hanomihl-Lukić Klasan Q2 (pat) Bates Q2 (TD) 18yd interception return Klasan Q2 (pat) Borković Q3 (TD) 7yd pass from Stepović Klasan Q3 (pat) Slavković Q3 (TD) 1yd run Klasan Q3 (pat) Stankić Q3 (TD) 45yd run Klasan Q3 (pat) Lišanin Q4 (TD) 25yd fumble return Klasan Q4 (pat)                                                                             | Marcatori  |                                     |          |                 |
| Doug Adkins | Allenatori | Lee Hlavka                          |          |                 |

| Arbitri: | T. Thordason J. Klimes D. Leoniak J. Rybar K. Walentynowicz D. Jurzyk R. Janhuba |

|                                                                                                  |            |                                                                  |
| Dundáček 3':18" Q3 (TD) 11yd run Hruboň Q3 (pat) Dundáček 8':18" Q4 (TD) 9yd run Hruboň Q4 (pat) | Marcatori  | Ochnio 8':13" Q3 (TD) 7yd pass from Dziedzic Pańczyszyn Q3 (pat) |
| Daniel Leško                                                                                     | Allenatori | Brad Arbon                                                       |

| Waalwijk 24 ottobre 2015, ore 18:00 CEST | Paesi Bassi | 17 – 3 (7-0 3-3 7-0 0-0) | Belgio | Mandemakers Stadion (4200 spett.) |
| von Gerhardt Q1 ( TD ) pass from Bouthoorn ? Q1 ( pat ) van Duijin Q2 ( FG ) 40yd Castelen Q3 ( TD ) 8yd run ? Q3 ( pat ) Marcatori Godichal Q2 ( FG ) 24yd Reyhan Agaoglu Allenatori Lee Rosky |             |                          |        |                                   |
| |             |                          |        |                                   |
| von Gerhardt Q1 (TD) pass from Bouthoorn ? Q1 (pat) van Duijin Q2 (FG) 40yd Castelen Q3 (TD) 8yd run ? Q3 (pat)                                                                                 | Marcatori   | Godichal Q2 (FG) 24yd    |        |                                   |
| Reyhan Agaoglu | Allenatori  | Lee Rosky                |        |                                   |

### Verdetti
Israele,  Svizzera,  Russia,  Serbia,  Rep. Ceca,  Paesi Bassi ammessi ai tornei di qualificazione 2016.

## Tornei di qualificazione
I tornei di qualificazione 2016 ((EN)  2016 Qualifying tournaments), sostitutivi del campionato europeo B di football americano per squadre nazionali maggiori maschili, sono stati disputati nel mese di settembre 2016 in Gran Bretagna e in Italia da quattro squadre ciascuno. Le vincitrici dei due tornei giocheranno nel 2017 contro Svezia e Danimarca gli incontri di qualificazione al campionato europeo di football americano 2018.

### Squadre partecipanti
Hanno partecipato ai tornei di qualificazione 8 squadre così determinate:
- Italia e Gran Bretagna classificate al 2º e 3º posto dell'Europeo B 2013
- le squadre vincitrici degli incontri del turno preliminare.

| Pr. | Squadra       | Data di qualificazione | Qualificata in quanto                        | Ultima partecipazione ad un campionato europeo |
| --- | ------------- | ---------------------- | -------------------------------------------- | ---------------------------------------------- |
| 1   | Italia        | 7 settembre 2013       | Seconda classificata nell'Europeo B 2013     | Italia 2013                                    |
| 2   | Gran Bretagna | 7 settembre 2013       | Terza classificata nell'Europeo B 2013       | Italia 2013                                    |
| 3   | Israele       | 30 agosto 2015         | Vincitrice dello spareggio con la Spagna     |                                                |
| 4   | Svizzera      | 26 settembre 2015      | Vincitrice dello spareggio con la Slovacchia |                                                |
| 5   | Russia        | 10 ottobre 2015        | Vincitrice dello spareggio con la Norvegia   |                                                |
| 6   | Serbia        | 10 ottobre 2015        | Vincitrice dello spareggio con l'Ungheria    |                                                |
| 7   | Rep. Ceca     | 11 ottobre 2015        | Vincitrice dello spareggio con la Polonia    |                                                |
| 8   | Paesi Bassi   | 24 ottobre 2015        | Vincitrice dello spareggio con il Belgio     |                                                |

### Tornei

#### Gruppi
| Torneo 1 | Torneo 2      |
| -------- | ------------- |
| Italia   | Gran Bretagna |
| Serbia   | Rep. Ceca     |
| Svizzera | Paesi Bassi   |
| Israele  | Russia        |

#### Tabelloni
|  | Semifinali | Semifinali | Semifinali |        |        | Finale          | Finale          | Finale          |  |
|  |            |            |            |        |        |                 |                 |                 |  |
|  | Italia     | Italia     | 40         |        |        |                 |                 |                 |  |
|  | Italia     | Italia     | 40         |        |        |                 |                 |                 |  |
|  | Israele    | Israele    | 10         |        |        |                 |                 |                 |  |
|  | Israele    | Israele    | 10         |        | Italia | Italia          | 17              |                 |  |
|  |            |            |            |        | Italia | Italia          | 17              |                 |  |
|  |            |            | Serbia     | Serbia | 14     |                 |                 |                 |  |
|  | Serbia     | Serbia     | Serbia     | Serbia | 14     | 17              |                 |                 |  |
|  | Serbia     | Serbia     |            |        |        | 17              |                 |                 |  |
|  | Svizzera   | Svizzera   | 0          |        |        | Finale 3º posto | Finale 3º posto | Finale 3º posto |  |
|  | Svizzera   | Svizzera   | 0          |        |        |                 |                 |                 |  |
|  |            |            |            |        |        |                 |                 |                 |  |
|  |            |            |            |        |        | Israele         | Israele         | 0               |  |
|  |            |            |            |        |        | Israele         | Israele         | 0               |  |
|  |            |            |            |        |        | Svizzera        | Svizzera        | 51              |  |

|  | Semifinali    | Semifinali    | Semifinali |           |               | Finale          | Finale          | Finale          |  |
|  |               |               |            |           |               |                 |                 |                 |  |
|  | Gran Bretagna | Gran Bretagna | 30         |           |               |                 |                 |                 |  |
|  | Gran Bretagna | Gran Bretagna | 30         |           |               |                 |                 |                 |  |
|  | Russia        | Russia        | 3          |           |               |                 |                 |                 |  |
|  | Russia        | Russia        | 3          |           | Gran Bretagna | Gran Bretagna   | 38              |                 |  |
|  |               |               |            |           | Gran Bretagna | Gran Bretagna   | 38              |                 |  |
|  |               |               | Rep. Ceca  | Rep. Ceca | 13            |                 |                 |                 |  |
|  | Rep. Ceca     | Rep. Ceca     | Rep. Ceca  | Rep. Ceca | 13            | 20              |                 |                 |  |
|  | Rep. Ceca     | Rep. Ceca     |            |           |               | 20              |                 |                 |  |
|  | Paesi Bassi   | Paesi Bassi   | 13         |           |               | Finale 3º posto | Finale 3º posto | Finale 3º posto |  |
|  | Paesi Bassi   | Paesi Bassi   | 13         |           |               |                 |                 |                 |  |
|  |               |               |            |           |               |                 |                 |                 |  |
|  |               |               |            |           |               | Russia          | Russia          | 6               |  |
|  |               |               |            |           |               | Russia          | Russia          | 6               |  |
|  |               |               |            |           |               | Paesi Bassi     | Paesi Bassi     | 17              |  |

#### Risultati

##### Semifinali
| Arbitri: | Udvardi Camossa P. Mullner Zsidai D'Amato Costarella B. Dotzl |

| |            |                                                                                         |
| Marchini 3':58" Q1 (TD) 22yd pass from Monardi di Tunisi Q1 (pat) di Tunisi 0':01" Q2 (FG) 30yd Barbagallo 9':15" Q3 (TD) 7yd pass from Zahradka di Tunisi Q3 (pat) Cotrone 3':29" Q3 (TD) 37yd pass from Zahradka di Tunisi Q3 (pat) Finadri 11':06" Q4 (TD) 6yd pass from Zahradka di Tunisi Q4 (pat) di Tunisi 7':01" Q4 (FG) 27yd Finadri 5':01" Q4 (TD) 27yd pass from Monardi | Marcatori  | Mesika 8':42" Q2 (FG) 43yd Curran 1':42" Q2 (TD) 44yd pass from Eastman Mesika Q2 (pat) |
| Davide Giuliano | Allenatori | Yonah Mishaan                                                                           |

| Arbitri: | Sala Calandrelli Tomaz Garlaschi Marcuccetti Sladojevic Perić |

| |            |              |
| Nedeljković 7':44" Q1 (TD) 27yd pass from Hanomihl-Lukić Klasan Q1 (pat) Zec 3':42" Q1 (TD) 28yd interception return Klasan Q1 (pat) Klasan 5':01" Q4 (FG) 27yd | Marcatori  |              |
| Doug Adkins | Allenatori | Chris Winter |

| Worcester 16 settembre 2016, ore 15:00 | Rep. Ceca  | 20 – 13 (0-10 0-3 6-0 14-0) referto                                                     | Paesi Bassi | Sixways Stadium |
| Dundáček 5':30" Q3 ( TD ) 6yd run Dundáček 4':40" Q4 ( TD ) 1yd run Hruboň Q4 ( pat ) L. Růžek 3':50" Q4 ( TD ) 43yd run Hruboň Q4 ( pat ) Marcatori ? 9':30" Q1 ( TD ) 8yd pass from ? ? Q1 ( pat ) ? 4':00" Q1 ( FG ) 31yd ? 9':30" Q2 ( FG ) 30yd Daniel Leško Allenatori Reyhan Agaoglu |            |                                                                                         |             |                 |
| |            |                                                                                         |             |                 |
| Dundáček 5':30" Q3 (TD) 6yd run Dundáček 4':40" Q4 (TD) 1yd run Hruboň Q4 (pat) L. Růžek 3':50" Q4 (TD) 43yd run Hruboň Q4 (pat) | Marcatori  | ? 9':30" Q1 (TD) 8yd pass from ? ? Q1 (pat) ? 4':00" Q1 (FG) 31yd ? 9':30" Q2 (FG) 30yd |             |                 |
| Daniel Leško | Allenatori | Reyhan Agaoglu                                                                          |             |                 |

| Worcester 16 settembre 2016, ore 19:00 | Gran Bretagna | 30 – 3           | Russia | Sixways Stadium |
| Allenatori Vasily Dobryakov            |               |                  |        |                 |
|                                        |               |                  |        |                 |
|                                        | Allenatori    | Vasily Dobryakov |        |                 |

##### Finali

###### Finali 3º - 4º posto
| Lignano Sabbiadoro 4 settembre 2016, ore 15:00 UTC+2 | Israele | 0 – 51 (0-14 0-7 0-20 0-10) | Svizzera | Stadio comunale G. Teghil |

| Worcester 18 settembre 2016, ore 10:00 | Paesi Bassi | 17 – 6 | Russia | Sixways Stadium |

###### Finali 1º - 2º posto
| Lignano Sabbiadoro 4 settembre 2016, ore 19:00 UTC+2 | Italia    | 17 – 14 (3-0 7-0 7-0 0-14) referto                                                                      | Serbia | Stadio comunale G. Teghil |
| di Tunisi Q1 ( FG ) 33yd Finadri Q2 ( TD ) pass from Zahradka di Tunisi Q2 ( pat ) Marchini Q3 ( TD ) pass from Zahradka di Tunisi Q3 ( pat ) Marcatori Hanomihl-Lukić Q4 ( TD ) run Klasan Q4 ( pat ) Nedeljković Q4 ( TD ) pass from Hanomihl-Lukić Klasan Q4 ( pat ) |           | |        |                           |
| |           | |        |                           |
| di Tunisi Q1 (FG) 33yd Finadri Q2 (TD) pass from Zahradka di Tunisi Q2 (pat) Marchini Q3 (TD) pass from Zahradka di Tunisi Q3 (pat) | Marcatori | Hanomihl-Lukić Q4 (TD) run Klasan Q4 (pat) Nedeljković Q4 (TD) pass from Hanomihl-Lukić Klasan Q4 (pat) |        |                           |

| Worcester 18 settembre 2016, ore 14:00 | Gran Bretagna | 38 – 13 (10-0 21-7 0-6 7-0) referto                                                               | Rep. Ceca | Sixways Stadium |
| ? 9':00" Q1 ( TD ) 21yd pass from ? ? Q1 ( pat ) ? 3':00" Q1 ( FG ) 29yd ? 8':50" Q2 ( TD ) 37yd pass from ? ? Q2 ( pat ) ? 2':30" Q1 ( TD ) 10yd pass from ? ? Q2 ( pat ) ? 1':00" Q2 ( TD ) 65yd punt return ? Q2 ( pat ) ? 7':00" Q4 ( TD ) 9yd pass from ? ? Q4 ( pat ) Marcatori Balažovič 0':00" Q2 ( TD ) 30yd pass from J. Dundáček Hruboň Q2 ( pat ) Růžek 2':30" Q3 ( TD ) 12yd run |               |                                                                                                   |           |                 |
| |               |                                                                                                   |           |                 |
| ? 9':00" Q1 (TD) 21yd pass from ? ? Q1 (pat) ? 3':00" Q1 (FG) 29yd ? 8':50" Q2 (TD) 37yd pass from ? ? Q2 (pat) ? 2':30" Q1 (TD) 10yd pass from ? ? Q2 (pat) ? 1':00" Q2 (TD) 65yd punt return ? Q2 (pat) ? 7':00" Q4 (TD) 9yd pass from ? ? Q4 (pat) | Marcatori     | Balažovič 0':00" Q2 (TD) 30yd pass from J. Dundáček Hruboň Q2 (pat) Růžek 2':30" Q3 (TD) 12yd run |           |                 |

### Verdetti
- Italia e Gran Bretagna ammesse agli incontri di qualificazione.

## Incontri di qualificazione
A seguito della scissione di IFAF in due fazioni rivali, gli incontri di qualificazione previsti per l'ottobre 2017 sono stati annullati (avrebbero dovuto parteciparvi le nazionali di Svezia, Danimarca, Gran Bretagna - allineate con la fazione newyorkese di IFAF - e Italia - allineata con la fazione parigina) e ciascuna fazione ha organizzato il proprio campionato europeo. Questa situazione ha pertanto permesso alla Svezia e alla Danimarca di mantenere il proprio posto nell'europeo maggiore e alla Gran Bretagna e all'Italia di ottenere automaticamente la qualificazione ai rispettivi tornei, che saranno quindi giocati da quattro squadre ciascuno invece che da sei come nelle tre edizioni precedenti.
In seguito agli avvenimenti che hanno interessato la diatriba fra le due fazioni a partire dal settembre 2017, il 7 gennaio 2018 la fazione parigina di IFAF ha annunciato il rinvio della propria competizione, inizialmente prevista per la fine di luglio dello stesso anno.
L'11 gennaio la FIDAF ha rilasciato un comunicato sull'argomento, affermando che l'eventualità dello spostamento del torneo era allo studio da diverse settimane, incolpando di questa cosa la confusione in atto a livello internazionale a partire dal 2015 e affermando che lo sviluppo della nazionale non sarà comunque fermato.
Il 30 gennaio il sito "Touchdown24" ha riportato una notizia secondo cui sarebbe l'edizione del campionato europeo organizzata da IFAF Paris sarebbe stata giocata nei primi mesi del 2019. La notizia si è poi rivelata essere una bufala, dal momento che l'evento Facebook citato nell'articolo riportava come data il "1º aprile 2027".
Il 15 febbraio è apparso sul sito della federazione danese l'annuncio del passaggio delle federazioni austriaca e francese a IFAF New York. Con l'ingresso di queste federazioni il campionato europeo organizzato dalla fazione newyorkese di IFAF è stato ampliato a 6 squadre mentre rimane il dubbio sulla disputa del torneo organizzato dalla fazione parigina.

### Squadre partecipanti
Parteciperanno alle partite di qualificazione 4 squadre così determinate:
- Svezia e Danimarca classificate al 5º e 6º posto dell'Europeo A 2014
- le squadre vincitrici dei tornei di qualificazione.

| Pr. | Squadra       | Data di qualificazione | Qualificata in quanto                       | Ultima partecipazione ad un campionato europeo |
| --- | ------------- | ---------------------- | ------------------------------------------- | ---------------------------------------------- |
| 1   | Svezia        | 3 giugno 2014          | Quinta classificata nell'Europeo A 2014     | Austria 2014                                   |
| 2   | Danimarca     | 2 giugno 2014          | Sesta classificata nell'Europeo A 2014      | Austria 2014                                   |
| 3   | Italia        | 4 settembre 2016       | Vincitrice del Torneo di Lignano Sabbiadoro |                                                |
| 4   | Gran Bretagna | 18 settembre 2016      | Vincitrice del Torneo di Worcester          |                                                |

### Incontri
| ottobre 2017 | Svezia | - – - () | Gran Bretagna |  |

| ottobre 2017 | Danimarca | - – - () | Italia |  |